# Ammannia aegyptiaca
Ammannia aegyptiaca là một loài thực vật có hoa trong họ Lythraceae. Loài này được Willd. mô tả khoa học đầu tiên năm 1809.